# Diplacina sanguinolenta
Diplacina sanguinolenta is een libellensoort uit de familie van de korenbouten (Libellulidae), onderorde echte libellen (Anisoptera).
De wetenschappelijke naam Diplacina sanguinolenta is voor het eerst geldig gepubliceerd in 1987 door van Tol.